# Mitja Ilenič
Mitja Ilenič, slovenski nogometaš, * 26. december 2004.
Ilenič je profesionalni nogometaš, ki igra na položaju branilca. Od leta 2023 je član ameriškega kluba New York City, od leta 2024 pa tudi slovenske reprezentance. Pred tem je igral za slovenske Domžale, za katere je v prvi slovenski ligi odigral 32 tekem in dosegel tri gole. Bil je tudi član slovenske reprezentance do 17, 18, 19 in 21 let.